# The Perfect Vision
「The Perfect Vision」（ザ・パーフェクト・ヴィジョン）は、日本の歌手MINMIの1枚目のシングルである。2002年8月21日発売。発売元はビクターエンタテインメント。

## 概要
- デビューシングル。

## 収録曲
1. The Perfect Vision(3:49)
作詞・作曲：MINMI、編曲：KAMISHIRO
2. LOVE SONG(4:57)
作詞・作曲：MINMI、編曲：BL
3. south orange
作詞・作曲：MINMI、編曲：STEELY&CLEVIE・JUNIOR
4. The Perfect Vision Wicked Mix Feat.JUMBO MAATCH
作詞・作曲：MINMI・JUMBO MAATCH、編曲：LENKY・JUNIOR

## 収録アルバム

### The Perfect Vision
- オムニバス『ROCK CITY』（2002年12月18日）
- オリジナル『Miracle』（2003年3月19日）
- オムニバス『802 HEAVY ROTATIONS～J-HITS COMPLETE '01～'03～』（2004年12月8日）
- DJ MASTERKEY『FROM THE STREETS Vol.2』（2007年6月13日）
- ベスト『MINMI BEST 2002-2008』（2008年6月4日）
- スライ&ロビー『J パラダイス』（2009年3月18日）

### LOVE SONG
- オリジナル『Miracle』（2003年3月19日）

### south orange
- オリジナル『Miracle』（2003年3月19日）
- オムニバス『ROCK the SKY -KAERU STUDIO GREATEST HITS-』（2004年9月30日）
- ベスト『MINMI BEST 2002-2008』（2008年6月4日）

### The Perfect Vision Wicked Mix Feat.JUMBO MAATCH
- ベスト『FRIENDS ～MINMI featuring works BEST～』（2005年9月22日）